# Sankt Johann am Tauern Sonnseite
Sonnseite ist eine Streusiedlung im Oberen Murtal in der Steiermark wie auch Ortschaft (Sankt Johann am Tauern Sonnseite) und Katastralgemeinde (St. Johann Sonnseite) der Gemeinde Pölstal im Bezirk Murtal.

## Geographie
Die Ortslage befindet sich um die 25 Kilometer nordwestlich von Judenburg.
Die zerstreuten Häuser Sonnseite liegen links (ostseitig) im hinteren Pölstal, auf um die 970–1260 m ü. A. Höhe. Sie erstrecken sich ab 4 km nördlich von Möderbrugg über gut 12 km am Pölsbach taleinwärts. Sie bilden, zusammen mit den linksufrigen Teilen des Ortes Sankt Johann, die Ortschaft Sankt Johann am Tauern Sonnseite. Sie umfasst etwa 200 Adressen mit um die 320 Einwohnern (1. Jänner 2024: 314). Dazu gehören auch – taleinwärts – die Häuser Lerchgraben seitab, die Zechnersiedlung, und nach dem Ort St. Johann die Weingrubersiedlung und Unterhauser-/Kaltenegger-/Wiesersiedlung, und die Häuser Pölsen im Quelltal der Pöls.
Die Katastralgemeinde St. Johann Sonnseite mit etwa 5000 Hektar erstreckt sich vom Pölsufer die linke Talseite hinauf auf den Kamm Kesseleck–Hochleitenspitze–Grießstein (2337 m ü. A.) der Seckauer Tauern, an die Schulterer Höhe hinüber nach Hohentauern, und – ebenfalls nur links – die Pölsen hinein, bis an den Bösenstein (2448 m ü. A.), schon im Hauptkamm der Niederen Tauern, und den Sattel Perwurzpolster, der hinüber in das Rottenmanner Strechautal führt.
Die Sonnseite umfasst die Gunstlagen der flacheren, reicher durch Tälchen gegliederten Westhänge des Pölstales.
| Rottenmann (KG) Strechen (O) (Gem. Rottenmann, Bez. Liezen) ∗ | Hohentauern (O)                             | Hohentauern (KG u. Gem.)               |
| Sankt Johann am Tauern Schattseite (O u. KG)                  | Kompassrose, die auf Nachbargemeinden zeigt | Triebental (O, Gem. Hohentauern) ∗     |
|                                                               | Sankt Oswald (O, KG St. Oswald)             | Gaalgraben (O) Gaal (KG) (Gem. Gaal) ∗ |

∗ Hinter den Bergzügen

## Geschichte
Die im frühen 19. Jahrhundert gegründete Steuergemeinde war 1850 bis 2014 neben Schattseite eine der beiden Katastralgemeinden der Gemeinde Sankt Johann am Tauern. Sie war der nominelle Gemeindehauptort.

## Nachweise
- 62044 – Pölstal. Gemeindedaten der Statistik Austria

1. ↑  Die Kennzeichnung Hauptort ist eine Eigenschaft einer Ortschaft.